# Juan Pedro López (ciclista)
Juan Pedro López Pérez (Lebrija, Sevilla, 31 de julio de 1997) es un ciclista español miembro del equipo Lidl-Trek.

## Trayectoria
Como amateur ganó el Trofeo Guerrita, el Gran Premio Mungia-Memorial Agustin Sagasti y la Vuelta al Bidasoa.
En agosto de 2019 pasó al Trek-Segafredo como stagiaire y posteriormente firmó por dos años con el mismo equipo.
El 10 de mayo de 2022 consiguió la maglia rosa como líder del Giro de Italia al finalizar segundo en la etapa que acababa en el Etna.

## Palmarés
2019
- 1 etapa del Giro del Valle de Aosta

2022
- Clasificación de los jóvenes del Giro de Italia

2024
- Tour de los Alpes, más 1 etapa

## Resultados en Grandes Vueltas
| Carrera | Carrera         | 2018 | 2019 | 2020 | 2021 | 2022 | 2023 | 2024 |
| ------- | --------------- | ---- | ---- | ---- | ---- | ---- | ---- | ---- |
|         | Giro de Italia  | —    | —    | —    | —    | 10.º | —    | 39.º |
|         | Tour de Francia | —    | —    | —    | —    | —    | 74.º | —    |
|         | Vuelta a España | —    | —    | 42.º | 13.º | 97.º | 17.º | —    |

—: no participa
Ab.: abandono